# Juan Carlos Mosquera
Juan Carlos Mosquera (Medellín, Antioquia, Colombia; 10 de diciembre de 1982) es un exfutbolista colombiano. Jugaba de defensa.

## Trayectoria

### Atlético Nacional
Su primer club fue el Atlético Nacional con el que debutó en octubre de 2003 contra el Deportivo Pereira; antes había pertenecido a la Selección Antioquia en 1999 y 2001. Con el Atlético Nacional se coronó campeón del Torneo Apertura 2005 y del Torneo Apertura 2007 compartiendo equipo con David Ospina y Juan Camilo Zúñiga. En el segundo semestre de 2007 tuvo un fugaz paso por el Deportes Quindío. Luego regresó al Atlético Nacional donde jugó hasta mediados de 2009, cuando fue trasferido al Once Caldas.  En 2010 regresa al Atlético Nacional, para jugar el Torneo Finalización.

### Deportivo Pasto
Sale nuevamente para jugar el 2011 en segunda división cedido al Deportivo Pasto, donde logra el título de la Primera B y asciende  a la primera A; en 2012 juega la final del Torneo Apertura y de la Copa Colombia, en las que su equipo resultó subcampeón.
Cortulua
llega en 2015 a cortulua donde hacen muy buena campaña y se mantiene en la primera división 

### Sport Huancayo
Llegó al rojo matador por pedido de su compatriota Diego Umaña jugando así la Copa Sudamericana 2016.

## Clubes
| Club              | País     | Año         | Partidos | Goles |
| ----------------- | -------- | ----------- | -------- | ----- |
| Atlético Nacional | Colombia | 2003 - 2007 | 30       | 3     |
| Deportes Quindío  | Colombia | 2007        | 15       | ?     |
| Atlético Nacional | Colombia | 2007 - 2009 | 1        | 0     |
| Once Caldas       | Colombia | 2009 - 2010 | 10       | 0     |
| Atlético Nacional | Colombia | 2010        | 13       | 1     |
| Deportivo Pasto   | Colombia | 2011 - 2014 | 142      | 6     |
| Cortuluá          | Colombia | 2015        | 33       | 0     |
| Sport Huancayo    | Perú     | 2016        | 15       | 0     |
| Total             | Total    | Total       | 260      | 9     |

## Palmarés

### Campeonatos nacionales
| Título    | Club            | País     | Año  |
| --------- | --------------- | -------- | ---- |
| Primera B | Deportivo Pasto | Colombia | 2011 |